# Centro histórico de São Petersburgo e conjuntos monumentais relacionados
O Centro Histórico de São Petersburgo e Conjuntos Monumentais Relacionados é o nome utilizado pela UNESCO para classificar as construções da cidade de São Petersburgo e as localizadas nos arredores como Patrimônio Mundial em 1991.
O local foi reconhecido pelo seu patrimônio arquitetônico e a incrível e única fusão do barroco, neoclássico e por suas influências da arquitetura russa.

## Locais
| Código    | Nome                                                           | Coordenadas                      |
| --------- | -------------------------------------------------------------- | -------------------------------- |
| 540-001   | Centro histórico de São Petersburgo                            | 59° 57′ 00″ N, 30° 19′ 06″ L     |
| 540-002   | Parte histórica da cidade de Kronstadt                         | 59° 59′ 37″ N, 29° 46′ 25″ L     |
| 540-003   | Fortaleza de Kronstadt                                         |                                  |
| 540-003a  | Os Fortes da Ilha de Kotlin                                    |                                  |
| 540-003a1 | Redutos Dena                                                   |                                  |
| 540-003a2 | Forte Shanz                                                    |                                  |
| 540-003a3 | Forte Catalina                                                 |                                  |
| 540-003a4 | Forte Rift                                                     |                                  |
| 540-003a5 | Forte Constantin                                               |                                  |
| 540-003a6 | Torre de sinais na Ilha de Tolbujín                            |                                  |
| 540-003b  | Fortes do Golfo da Finlândia                                   |                                  |
| 540-003b1 | Forte Obrutchev                                                |                                  |
| 540-003b2 | Forte Totleben                                                 |                                  |
| 540-003b3 | Fortes do Norte 1-7                                            |                                  |
| 540-003b4 | Forte Riesbank                                                 |                                  |
| 540-003b5 | Forte Kronshlot                                                |                                  |
| 540-003b6 | Forte Tchumny                                                  |                                  |
| 540-003b7 | Forte Pedro                                                    |                                  |
| 540-003b8 | Fortes do Sul 1-3                                              |                                  |
| 540-003c  | Fortes da costa do Golfo da Finlândia                          |                                  |
| 540-003c1 | Forte Lissy Noss                                               |                                  |
| 540-003c2 | Forte Inno                                                     |                                  |
| 540-003c3 | Forte Seraya Lochad                                            |                                  |
| 540-003c4 | Forte Krasnay Gorka                                            |                                  |
| 540-003d  | Engenharia Civil                                               |                                  |
| 540-003d1 | Barreira de cribwork                                           |                                  |
| 540-003d2 | Barreira de pila                                               |                                  |
| 540-003d3 | Barreira de pedra                                              |                                  |
| 540-004   | Centros históricos das cidades de Petrokrepost (Schlisselburg) | 59° 57′ 00″ N, 31° 02′ 00″ L     |
| 540-005   | Fortaleza Oreshek                                              |                                  |
| 540-006   | Tsárskoye Seló                                                 | 59° 43′ 00″ N, 30° 25′ 00″ L     |
| 540-007   | Palacio Pávlovsk                                               |                                  |
| 540-008   | Observatório de Pulkovo                                        |                                  |
| 540-009   | Conjunto de palácio e parque da aldeia de Ropsha               | 59° 40′ 34,9″ N, 29° 50′ 52,1″ L |
| 540-010   | Conjunto de palácio e parque da aldeia de Gostilitsy           |                                  |
| 540-011   | Conjunto de palácio e parque da aldeia de Taytsy               |                                  |
| 540-012   | Conjunto de palácio e parque da cidade de Gátchina             |                                  |
| 540-013   | Monastério costeiro de São Sérgio                              |                                  |
| 540-014   | Palacio Konstantínovski                                        |                                  |
| 540-015   | Conjunto de palácio e parque Mijailóvka                        |                                  |
| 540-016   | Conjunto de palácio e parque Známenka                          |                                  |
| 540-017   | Palácio Peterhof                                               | 59° 53′ 06″ N, 29° 53′ 45″ L     |
| 540-018   | Conjunto de palácio e parque Dacha Sobstvennaya                |                                  |
| 540-019   | Conjunto de palácio e parque Sergeevka                         |                                  |
| 540-020   | Conjunto de palácio e parque da cidade de Lomonósov            |                                  |
| 540-021   | Pavlovo-Koltushi                                               |                                  |
| 540-022   | Edifício Zinoviev                                              |                                  |
| 540-023   | Edifício Shuvalov                                              |                                  |
| 540-024   | Edifício Viazemsky                                             |                                  |
| 540-025   | Sestroretsky Razliv                                            |                                  |
| 540-026   | Edifício Iliá Repin                                            |                                  |
| 540-027   | Cemitério da aldeia de Komarovo                                |                                  |
| 540-028   | Lindulovskaya Rotcsha                                          |                                  |
| 540-029   | Río Neva                                                       |                                  |
| 540-030   | Margem do Izhorsky                                             |                                  |
| 540-031   | Elevações de Dudergofskie                                      |                                  |
| 540-032   | Elevação Koltushskaya                                          |                                  |
| 540-033   | Elevação Yukkovskaya                                           |                                  |
| 540-034   | As estradas                                                    |                                  |
| 540-034a  | Estrada Muskovskoe                                             |                                  |
| 540-034b  | Estrada Kievskoe                                               |                                  |
| 540-034c  | Linha ferroviária Leningrado-Pavlovsk                          |                                  |
| 540-034d  | Autoestrada Pushkin-Gatchina                                   |                                  |
| 540-034e  | Estrada Voljovskoe                                             |                                  |
| 540-034f  | Estrada Tallinskoe                                             |                                  |
| 540-034g  | Estrada Peterhofskoe                                           |                                  |
| 540-034h  | Estrada Ropshinskoe                                            |                                  |
| 540-034i  | Estrada Gostilitskoe                                           |                                  |
| 540-034j  | Estrada Primorskoe                                             |                                  |
| 540-034k  | Estrada Vyborgskoe                                             |                                  |
| 540-034l  | Estrada Koltushskoe                                            |                                  |
| 540-034m  | Canal Ligovsky                                                 |                                  |
| 540-035   | Os canais navegáveis                                           |                                  |
| 540-035a  | O canal marítimo                                               |                                  |
| 540-035b  | Petrovsky                                                      |                                  |
| 540-035c  | Kronstadsky                                                    |                                  |
| 540-035d  | Zelenogorsky                                                   |                                  |
| 540-036   | Cinturão verde da Glória                                       |                                  |
| 540-036a  | O anel de bloqueio                                             |                                  |
| 540-036b  | O caminha da vida                                              |                                  |
| 540-036c  | Trampolim Oranienbaumsky                                       |                                  |